# Mai Văn An

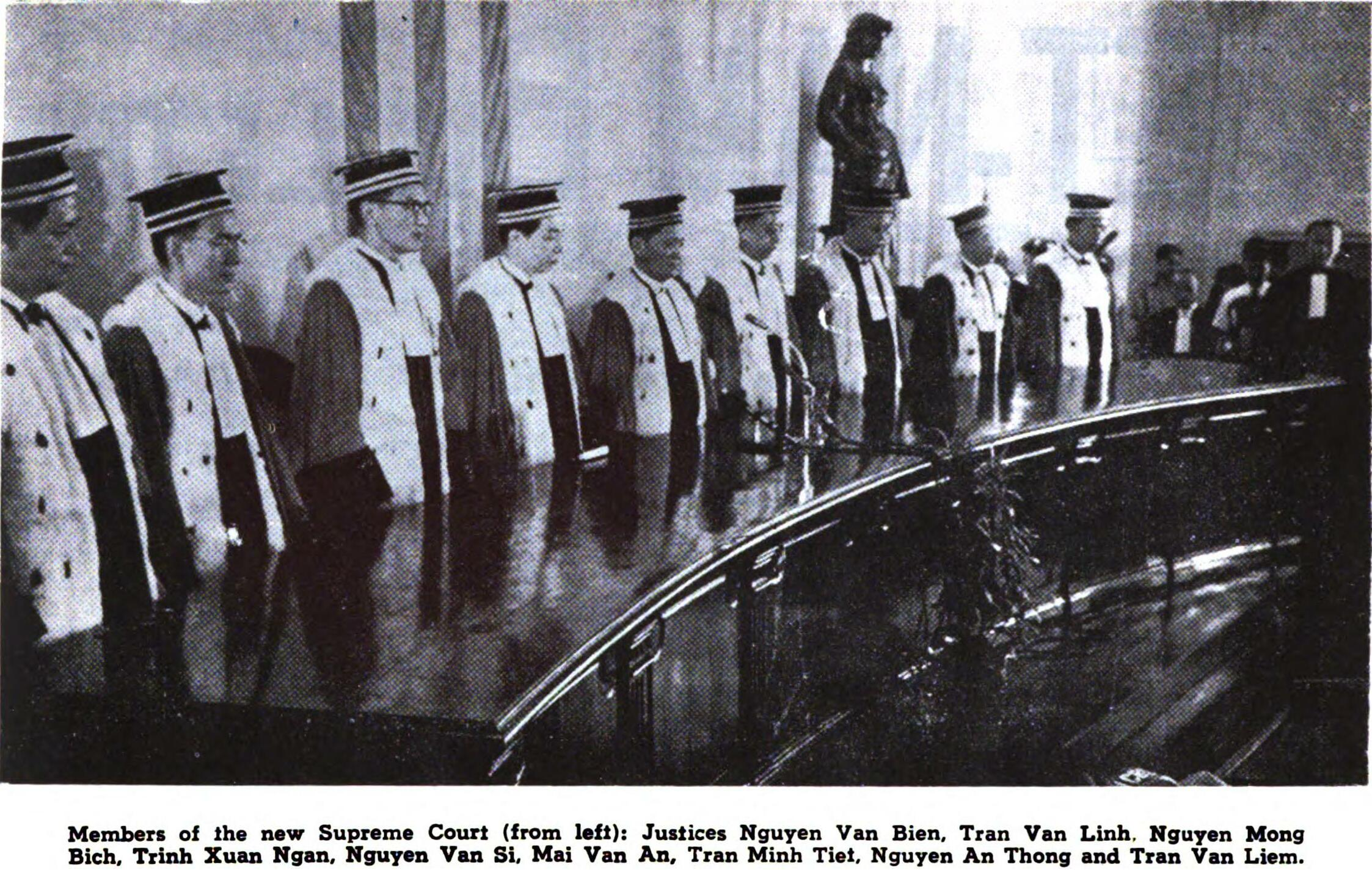
Thẩm phán Tối cao Pháp viện Việt Nam Cộng hòa Mai Văn An là người thứ sáu từ bên trái.

Mai Văn An (5 tháng 11 năm 1921 – ?) là thẩm phán, giáo sư và chính khách người Việt Nam. Ông cũng là một trong chín vị Thẩm phán Tối cao Pháp viện Việt Nam Cộng hòa dưới thời Đệ Nhị Cộng hòa.

## Tiểu sử
Mai Văn An sinh ngày 5 tháng 11 năm 1921 tại tỉnh Trà Vinh, Nam Kỳ, Liên bang Đông Dương.
Ông từng công tác trong ngành tư pháp qua các chức vụ như Chánh án Tòa Sơ thẩm Sài Gòn, Chủ tịch Ban Dân luật Tòa Thượng thẩm Sài Gòn và Thẩm phán Tư pháp Hành chính Tối cao Pháp viện Việt Nam Cộng hòa. Ngoài ra, ông còn là giảng viên Khoa Luật Viện Đại học Sài Gòn. Ngày 19 tháng 10 năm 1968, ông được Quốc hội bổ nhiệm làm Thẩm phán Tối cao Pháp viện Việt Nam Cộng hòa cùng 8 vị thẩm phán khác gồm: Trần Văn Linh, Trần Văn Liêm, Trần Minh Tiết, Nguyễn Văn Biện, Nguyễn Văn Sĩ, Trịnh Xuân Ngạn, Nguyễn Mộng Bích và Nguyễn An Thông. Đến ngày 22 tháng 10 cùng năm thì làm lễ tuyên thệ nhậm chức tại Sài Gòn.
Không rõ cuối đời ông ra sao và mất vào lúc nào kể từ sau ngày 30 tháng 4 năm 1975. 

## Đời tư
Mai Văn An là Phật tử. Ông lập gia đình và có 3 người con.

## Ấn phẩm
- Luật Nhà Phố[2]
- Luật Hàng Hải[2]

## Vinh danh
- Tư Pháp Bội Tinh[2]